# Дриопа
Дриопа (др.-греч. Δρυόπη) — персонаж древнегреческой мифологии. По одному сказанию, дочь Дриопа и Полидоры. Пасла отцовских овец. Гамадриады научили её петь гимны богам и танцевать. Её полюбил Аполлон и превратился в черепаху, она положила его за пазуху, и он превратился в змею. Она родила Амфисса, позже стала женой Андремона. Стала нимфой и превратилась в тополь. Две девушки открыли это жителям Дриопиды, но нимфы превратили их в ели.
По сказанию, приводимому Овидием, Дриопа — дочь Еврита, сводная сестра Иолы. Возлюбленная Аполлона, родила от него Амфисса. Жена Андремона. Превратилась в дерево.